# روبرت سيدني فوستر
روبرت سيدني فوستر (بالإنجليزية: Robert Sidney Foster)‏ هو دبلوماسي وسياسي بريطاني، ولد في 11 أغسطس 1913، وتوفي في 12 أكتوبر 2005 بكامبريدج في المملكة المتحدة. انتخب Governors of the Solomon Islands ‏ (16 يونيو 1964 – 1968) وانتخب Governor of Fiji ‏.